# Jády József
Jády József (Nagylók, 1825. február 3. – 1904. június 26.) református tanítóképzőintézeti igazgató.

## Élete
Jády József abai (Fejér vármegye) földbirtokos és Arany Johanna tiszaföldvári tiszttartó leányának fia. Született 1825. február 3-án gróf Zichy Károlynak Nagylók pusztáján (Fejér vármegyében), ahol atyja állatorvos volt. A gimnáziumot (1839-től) a pápai református főiskolában végezte. 1849-51-ben földbirtokos két gyermeke, részint Pesten Simon Florent ügyvéd négy gyermeke mellett nevelő volt; egyszersmind keszi Nagy Dániel ügyvédnél joggyakornokoskodott. 1851-ben a dunántúli református egyházkerület pápai középiskoláját szervezvén, megválasztották gimnáziumi tanárnak, mely állomását október 1-jén foglalta el. Többször volt gimnáziumi igazgató és 1885-től 1890-ig a tanítóképző igazgatója Pápán és a főiskolai igazgatótanács tagja. 1853-56-ban magánúton teológiát végzett és 1857-ben a lelkészi két vizsgálatot is letevén, papi oklevelet szerzett. 1891-ben nyugdíjazták és vejénél, Varannay Lajos református lelkésznél Újbarson lakott, ahol rózsatenyésztéssel foglalkozott.
A Pápai Lapokba (A gyümölcstenyésztésről) s a Gyümölcsészeti Füzetekbe (A gyümölcsfatenyésztés érdekében) írt cikkeket.

## Munkái
- A méterrendszer ismertetése s e métermértékkel való számolásmód. Középtanodai s magánhasználatra. Pápa, 1875. (2. jav. kiadás. Uo. 1880.)
- Ékesszóllástan. Gymnasiumi és tanítóképző-intézeti növendékek számára. Uo. 1876. (2. kiadás. Uo. 1883.)
- Az okszerű gazdaságtan rövid vázlata, öt füzetben, egybe fűzve. Különös tekintettel a növénytermelés-, gyümölcsészet-, szőlőszet-, méhészet- és selymészetre. Tanítóképezdei növendékek, ismétlő-iskolák s kezdő gazdák számára. 50 ábrával. Uo. 1881.

### Kézirati munkái
- Magyar nyelvtan, Latin szó- és mondatkötés-tan a latin sajátságokkal (idiotismi), Számtan 1868-ból a Magyarok története.